# Charlie Eastwood
Charlie Eastwood, född den 11 augusti 1995 i Belfast är en irländsk racerförare.